# Uta-Verlag
Der Uta-Verlag (Inhaber: Kurt Sklenka) veröffentlichte ausschließlich Trivialliteratur.
Der Verlag befand sich bis 1950 in Essen und Uelzen, bis 1951 in Sinzig/Rhein (und Köln), Haus Hubertus. Ab 1957 bestand eine Verlagsgemeinschaft mit der Sklenka & Pabel KG im Haus Hubertus. 1958 lautete die gemeinsame Adresse Bad Godesberg-Mehlem. Ab Anfang 1961 wurde der Uta-Verlag vom Erich Pabel Verlag in Rastatt übernommen.

## Autoren
- Gerhard Carsjens (Pseudonym: C. Presto)
- Nils Krüger
- Joachim Rennau (Pseudonym: Rolf Randall)
- Gert Fritz Unger

## Heftromane
- Billy Jenkins
  - Heft No. 1 erschienen am 15. August 1949 "Die Hand am Colt" von C. Presto, Fortsetzung der Reihe aus dem Werner-Dietsch-Verlag
- Gaby
  - Heft No. 1 erschienen 1952 "Gaby erbt eine Million" von Rolf Randall
- Pete
  - Heft No. 1 erschienen am 8. Oktober 1951 "Das Nachtgespenst" von Rolf Randall
- Tom Prox
  - Heft No. 1 erschienen am 16. Oktober 1950 "Tom räumt auf" von Rolf Randall

## Bücher
- Billy Jenkins
  - Buch No. 1 erschienen am 3. April 1950 "Bill - der Gunman" von C. Presto
- Pete
  - Buch No. 1 erschienen 1953 "Die Lausbuben von Somerset" von Rolf Randall
- Tom Prox
  - Buch Nr. 1 erschienen 1951 "Die unheimliche Spur"von Rolf Randall